# Rachel Hurd-Wood
Rachel Clare Hurd-Wood (Londra, 17 agosto 1990) è un'attrice britannica.

## Biografia
Rachel Hurd-Wood è figlia dell'attore Philip Hurd-Wood e di sua moglie Sarah, e sorella maggiore dell'attore Patrick Hurd-Wood, che ha recitato con lei in Peter Pan e Solomon Kane.
La Hurd-Wood ha studiato linguistica al University College di Londra, completando il primo anno nel 2009.

## Carriera
Ha fatto il suo debutto cinematografico a 13 anni, interpretando Wendy Darling nel film Peter Pan, nel 2003. Fra le sue interpretazioni successive, Sherlock Holmes ed il caso della calza di seta, l'horror/thriller An American Haunting e Profumo - Storia di un assassino, dove interpreta la bellissima figlia di Richis (Alan Rickman).
Nel 2009 interpreta il ruolo di Sybil Vane nel film Dorian Gray; l'anno successivo è Meredith Crowthorn nel film Solomon Kane. Viene scelta da Stuart Beattie per interpretare il ruolo di Corrie in Il domani che verrà - The Tomorrow Series, primo film della saga tratta dall'omonimo libro.
A maggio 2010 inizia le riprese del film Hideaways in Irlanda.

## Filmografia

### Cinema
- Peter Pan, regia di P.J. Hogan (2003)
- An American Haunting, regia di Courtney Solomon (2005)
- Profumo - Storia di un assassino (Perfume: The Story of a Murderer), regia di Tom Tykwer (2006)
- Dorian Gray, regia di Oliver Parker (2009)
- Solomon Kane, regia di Michael J. Bassett (2010)
- Il domani che verrà - The Tomorrow Series (Tomorrow, When the War Began), regia di Stuart Beattie (2010)
- The Mapmaker, regia di Stephen Johnson - cortometraggio (2011)
- Hideaways, regia di Agnès Merlet (2011)
- Highway to Dhampus, regia di Rick McFarland (2014)
- Segundo Origen, regia di Carles Porta (2015)
- For Love or Money, regia di Mark Murphy (2019)

### Televisione
- Sherlock Holmes ed il caso della calza di seta (Sherlock Holmes and the Case of the Silk Stocking), regia di Simon Cellan Jones - film TV (2004)
- BBC Comedy Feeds - serie TV, episodio 3x03 (2014)
- Home Fires - serie TV, 6 episodi (2015)
- Clique – serie TV, 6 episodi (2017)

## Videografia
- A Little Bit, videoclip del singolo di Madeleine Peyroux (2006)
- Fatherhood/Motherhood, videoclip del singolo di Ox.Eagle.Lion.Man (2007)
- Revolver, videoclip del singolo di Warehouse Republic (2010)

## Premi e candidature
- 2004 - Saturn Award
  - Nomination Miglior attore emergente (Peter Pan)

- 2004 - Young Artist Awards
  - Nomination Best Performance in a Feature Film - Leading Young Actress (Peter Pan)[6]

- 2006 - Teen Choice Awards
  - Nomination Movie - Choice Scream (An American Haunting)

- 2006 - Saturn Award
  - Nomination Miglior attrice non protagonista (Profumo - Storia di un assassino)

## Doppiatrici italiane
Nelle versioni in italiano dei suoi film, Rachel Hurd-Wood è stata doppiata da:
- Veronica Puccio in Peter Pan
- Alessia Amendola in Profumo - Storia di un assassino
- Perla Liberatori in Dorian Gray
- Virginia Brunetti in Solomon Kane
- Chiara Gioncardi in Il domani che verrà - The Tomorrow Series
- Joy Saltarelli in Clique